# Веље (Псковска област)
Веље (рус. Велье) слатководно је ледничко језеро у западном делу Псковске области, на западу европског дела Руске Федерације. Језеро се налази на подручју Псковске низије на граници Пушкиногорског и Красногородског рејона. Из језера отиче река Верша, притока Сињаје, и преко ње оно је повезано са басеном река Великаје и Нарве, односно са Финским заливом Балтичког мора.
Акваторија језера обухвата површину од 5,8 км². Језеро је доста плитко са максималном дубином од 2,7 метара, односно просечном од око 1,2 метра. Његове обале су доста ниске и неретко јако замочварене.